# Ellund
Ellund (dänisch: Ellund) ist ein Ortsteil der Gemeinde Handewitt.

## Lage
Ellund liegt im nördlichen Teil der Gemeinde Handewitt. Die ums Dorf liegenden, unbebauten Feldbereiche gehören zum sogenannten Ellundfeld. Direkt südlich des Dorfes liegt der Ellunder Wald. Hinter dem Wald liegt Ellundbrück. 1,5 Kilometer südlich des Dorfes Ellund beginnt die Bebauung des Hauptortes der Gemeinde Handewitt. Die Ellunder Straße, die vom Hauptort Handewitt nach Ellundbrück und durch den Wald nach Ellund führt, erschließt seit Jahrhunderten als „alte Dorfstraße“ das Dorf Ellund. Die Flensburger Straße, welche beim Dorf Ellund die Ellunder Straße kreuzt, führt von dort nach 30 Kilometern in westlicher Richtung nach Süderlügum und nach vier Kilometern in östliche Richtung nach Harrislee. Nördlich von Ellund liegt des Weiteren der Grenzübergang Ellund-Frøslev, der über die direkt östlich vom Dorf Ellund gelegene Bundesautobahn 7 erreichbar ist.

## Geschichte

### Herkunft des Ortsnamens
Der Ortsname Ellund soll von einer „Ellernhölzung“ stammen, welche westlich des Gutes von Ellund (Ellundhof) lag. Vom Jahr 1401 ist eine Erwähnung Ellunds durch Detmar von Gatme, dem Besitzer der Eddeboe in der Flensburger Marienhölzung, überliefert. Der Kartograf Johannes Mejer verzeichnete Ellund 1665 auf einer Landkarte.

### Schlacht bei Ellund
Um 1777 begannen die benachbarten Frösleer damit, zur Kirche Handewitt über einen Weg bei Ellund zu fahren, der aber nicht die Breite eines Feldweges besaß, sondern lediglich einen Steig darstellte. Die Ellunder wollten den Frösleern die Abkürzung zur Kirche nicht erlauben. Ellunder Bauern hielten den Pferdewagen eines Hochzeitszuges an. Der Brautzug musste daraufhin zu Fuß zur Kirche gehen. Als ein alter Mann aus Fröslee begraben werden sollte, bewaffneten sich die Frösleer Bauern und Knechte mit Knüppeln und fuhren mit ihren Pferdewagen los. Aber auch die Ellunder hatten sich gesammelt und passten den Leichenzug ab. So kam es schließlich zur sogenannten „Schlacht bei Ellund“. Pastor und Küster sahen betroffen den Kämpfen vom Handewitter Kirchberg zu. Die Frösleer gewannen die wilde „Schlägerei“ und durften seitdem den Weg zur Kirche über Ellund befahren.

### Während des Zweiten Weltkrieges
Im Zuge der Luftangriffe auf Flensburg, während des Zweiten Weltkrieges, gingen auch 368 Bomben auf Ellunder Gebiet nieder. Im Oktober 1940 wurde der Hof von Johannes Möller, Ellunder Straße 25/Flensburger Straße 12 im Dorf Ellund durch eine Brandbombe getroffen. Die Wirtschaftsgebäude des Hofes brannten vollständig nieder (Lage).

### Seit der Nachkriegszeit
1961 zählte Ellund 363 und 1970 619 Bewohner. 1974 wurde Ellund ein Teil der Großgemeinde Handewitt.

## Persönlichkeiten
- Hans Jessen (* 1910 in Ellund; † 1996 in Steinfeld), Pädagoge, Jäger und Jagdhistoriker